# 小谷村図書館
小谷村図書館（おたりむらとしょかん）は、長野県北安曇郡小谷村中小谷丙131にある公共図書館。愛称は「どんぐり」。
小谷村公民館に併設されている。建物構造は鉄筋コンクリート構造であり、図書館部分の延床面積は300m2である。

## 歴史
- 1999年（平成11年）4月2日 - 開館[3]。
- 2005年（平成17年）4月1日 - 小谷村図書館設置条例を施行[4]。

## サービス
2017年（平成29年）10月1日から、北アルプス連携自立圏で連携する大町市立大町図書館、池田町図書館、松川村図書館、白馬村図書館の図書館でも本の貸出・返却ができるようになった。

## 施設

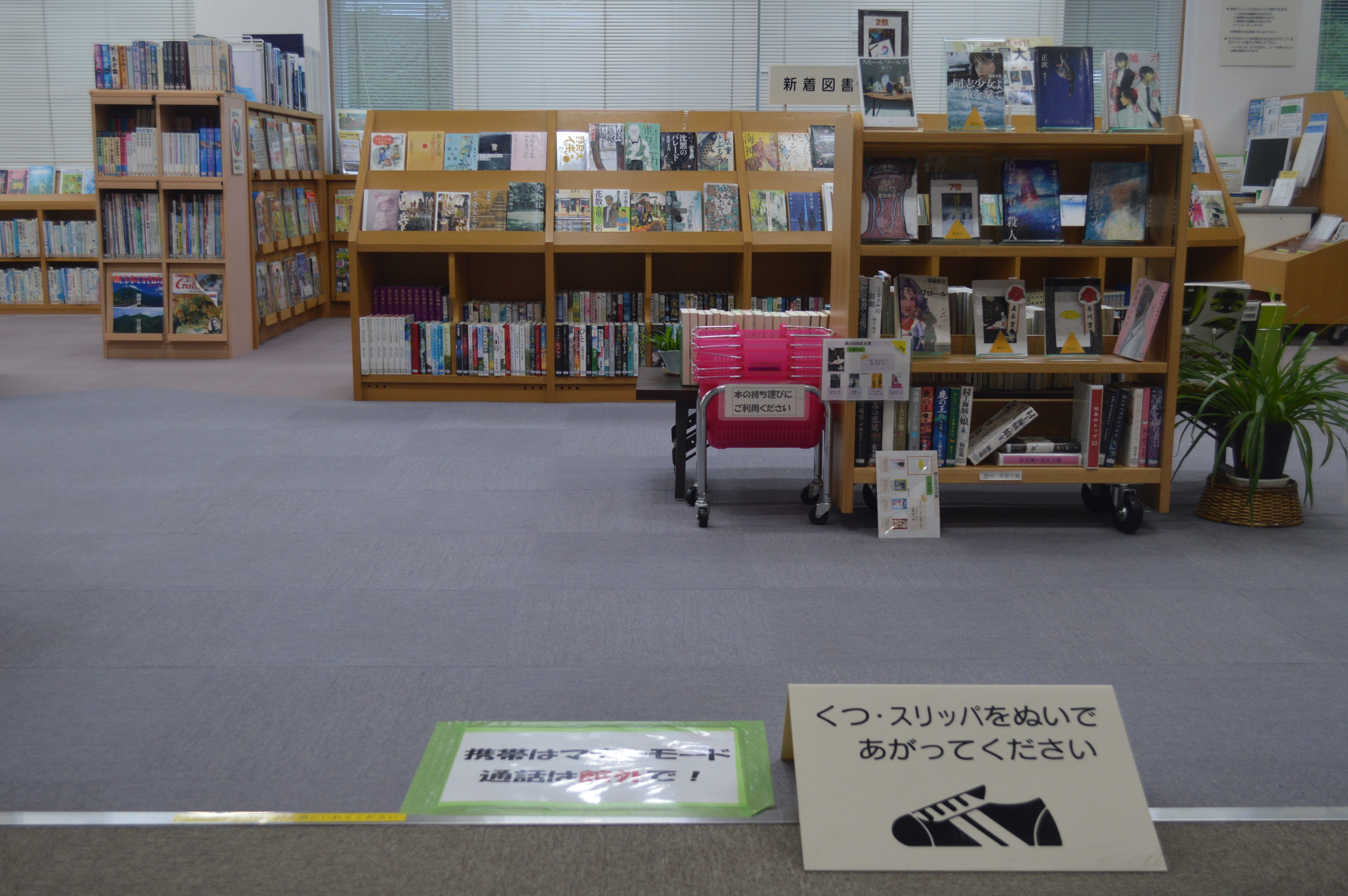
図書館内

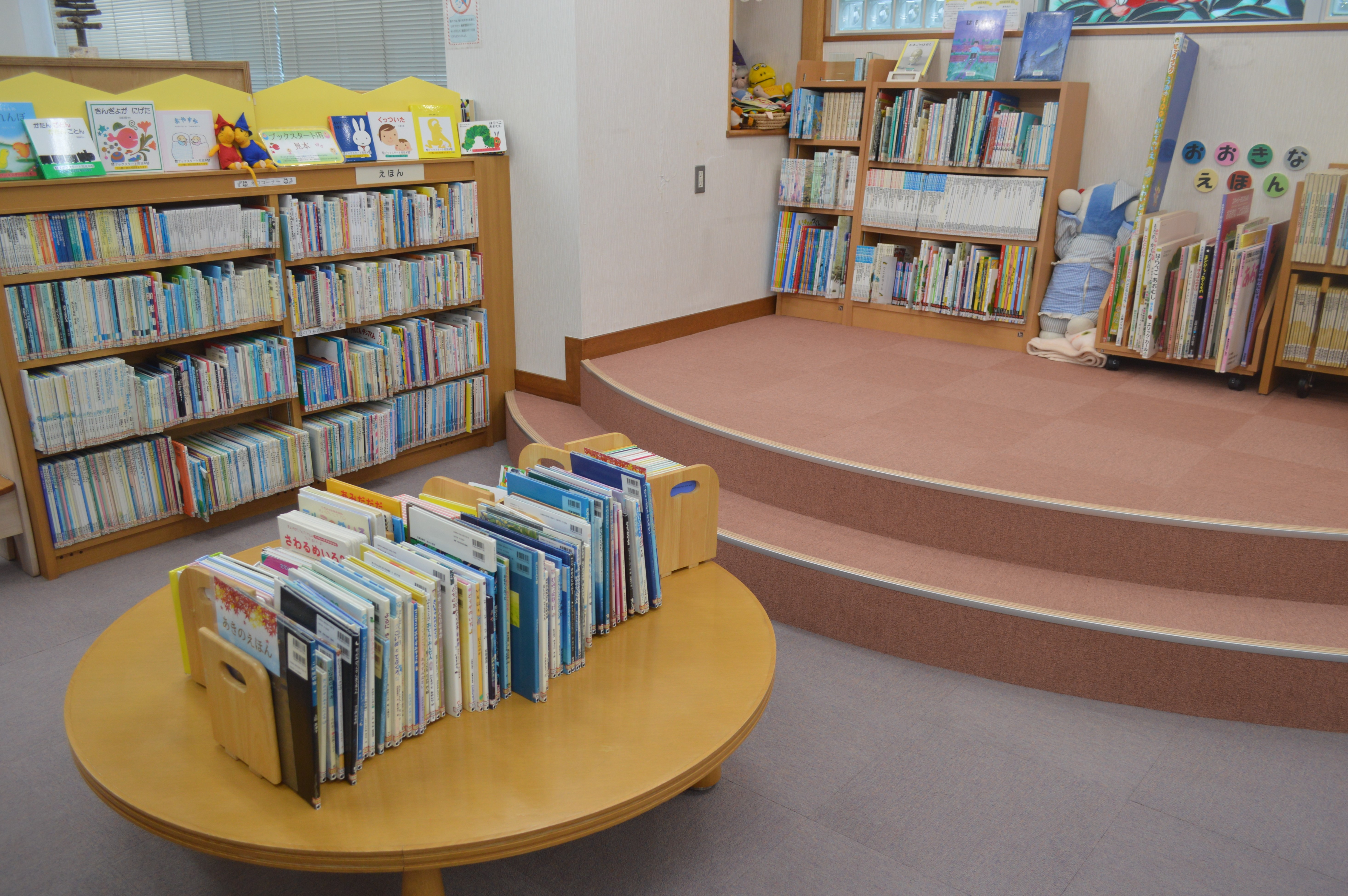
一般開架コーナー
- 郷土コーナー
- 企画展示コーナー
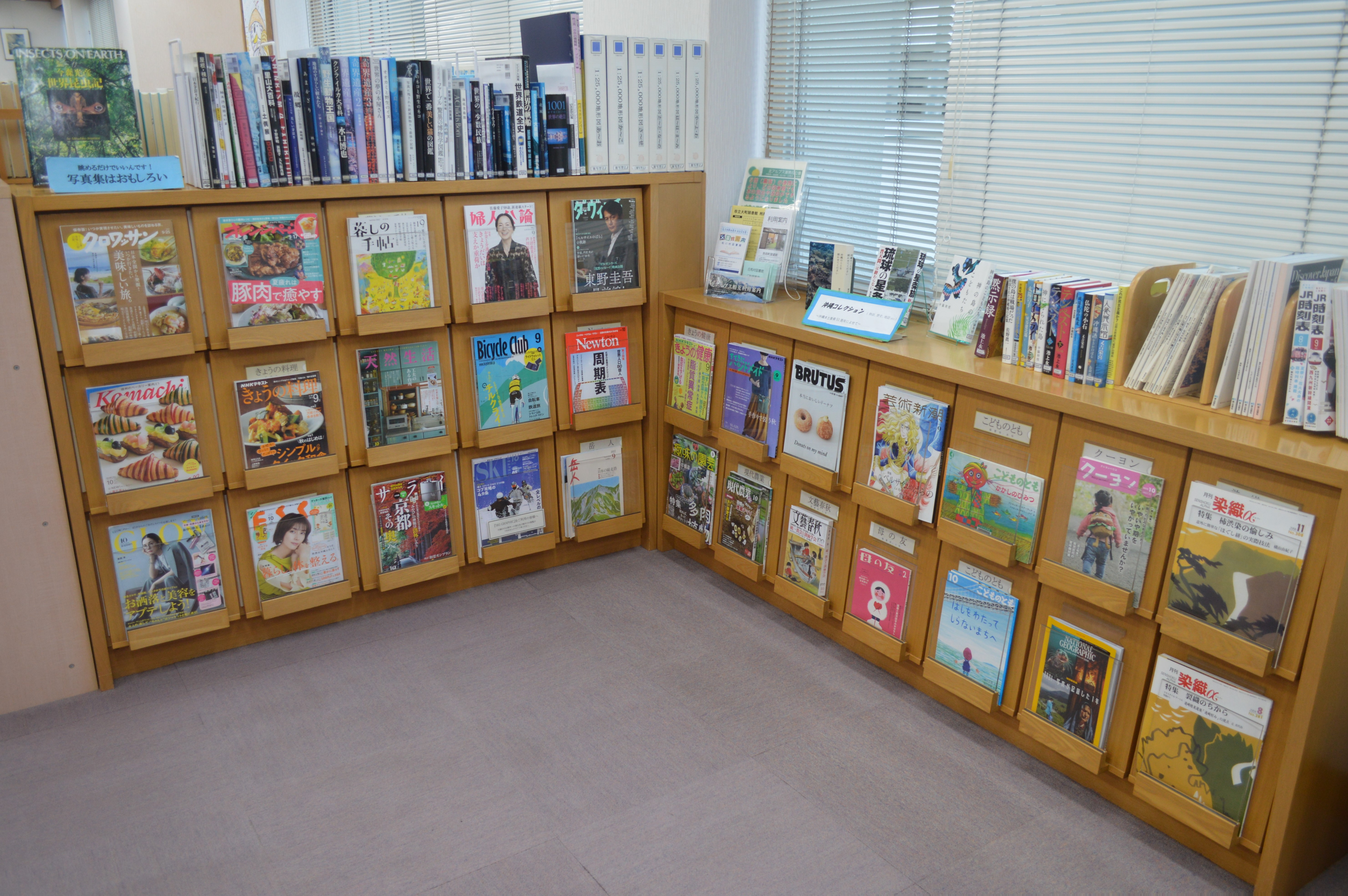
ブラウジングコーナー
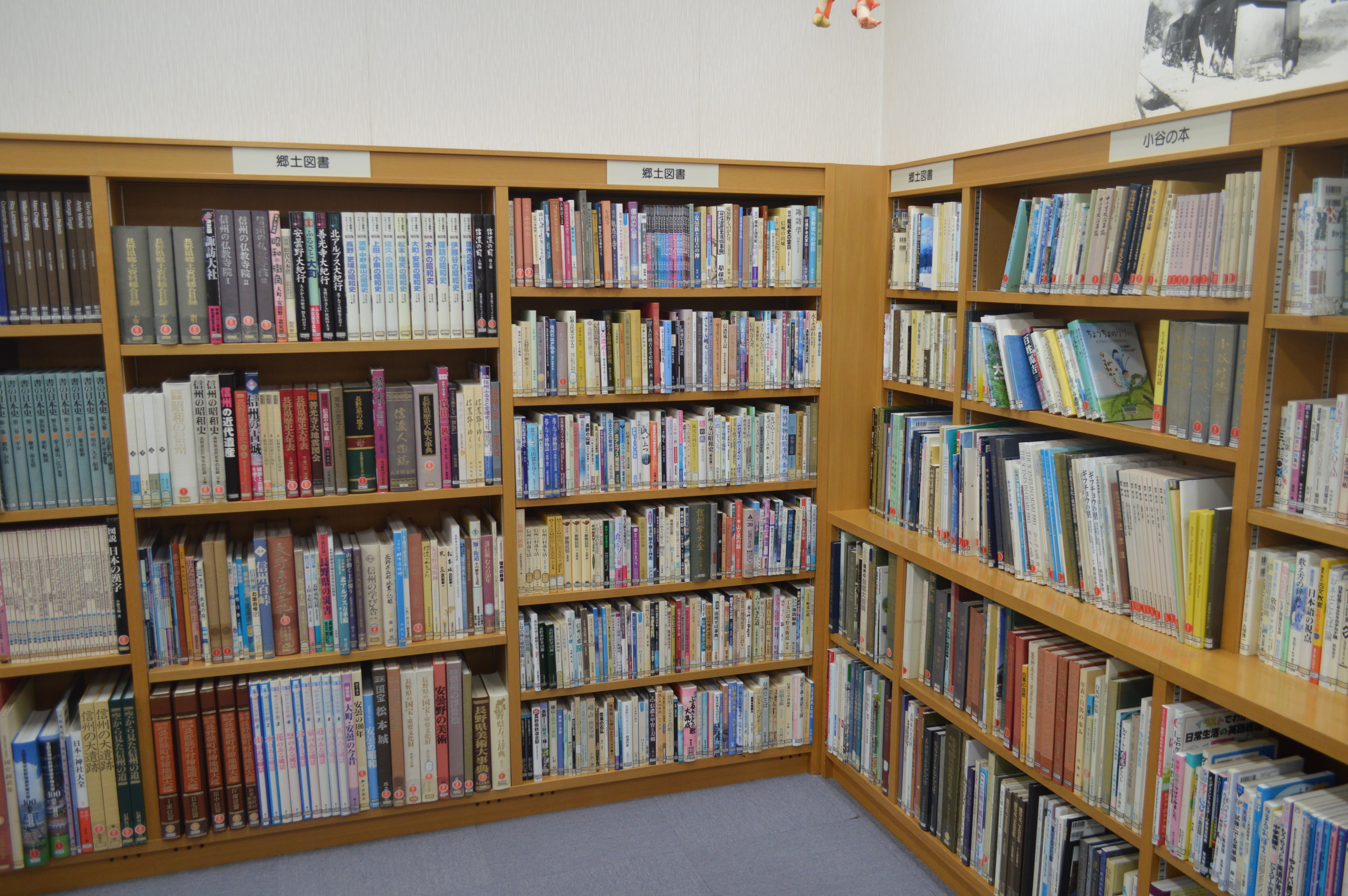
児童コーナー
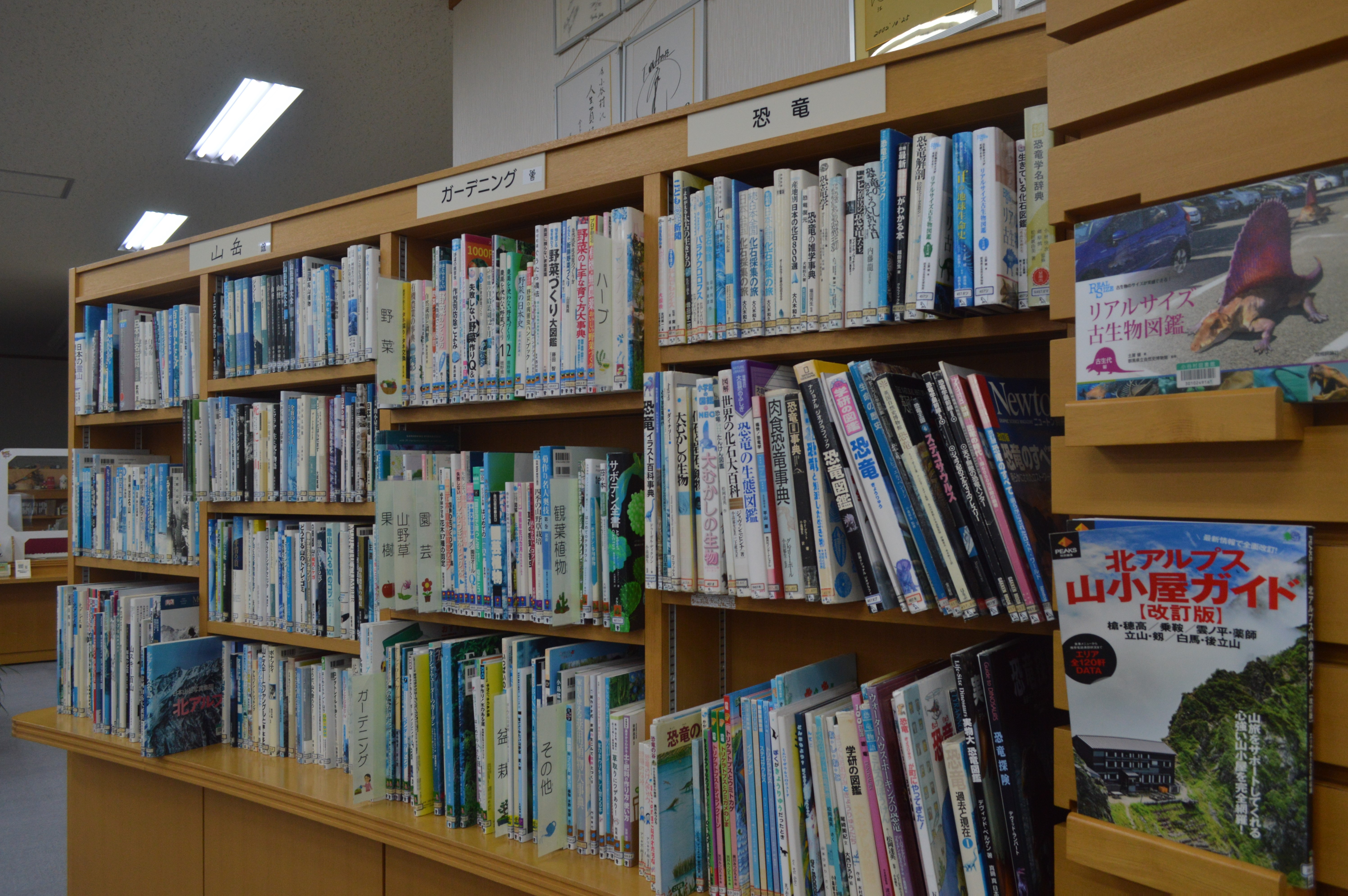
山岳・ガーデニング・恐竜に関する図書
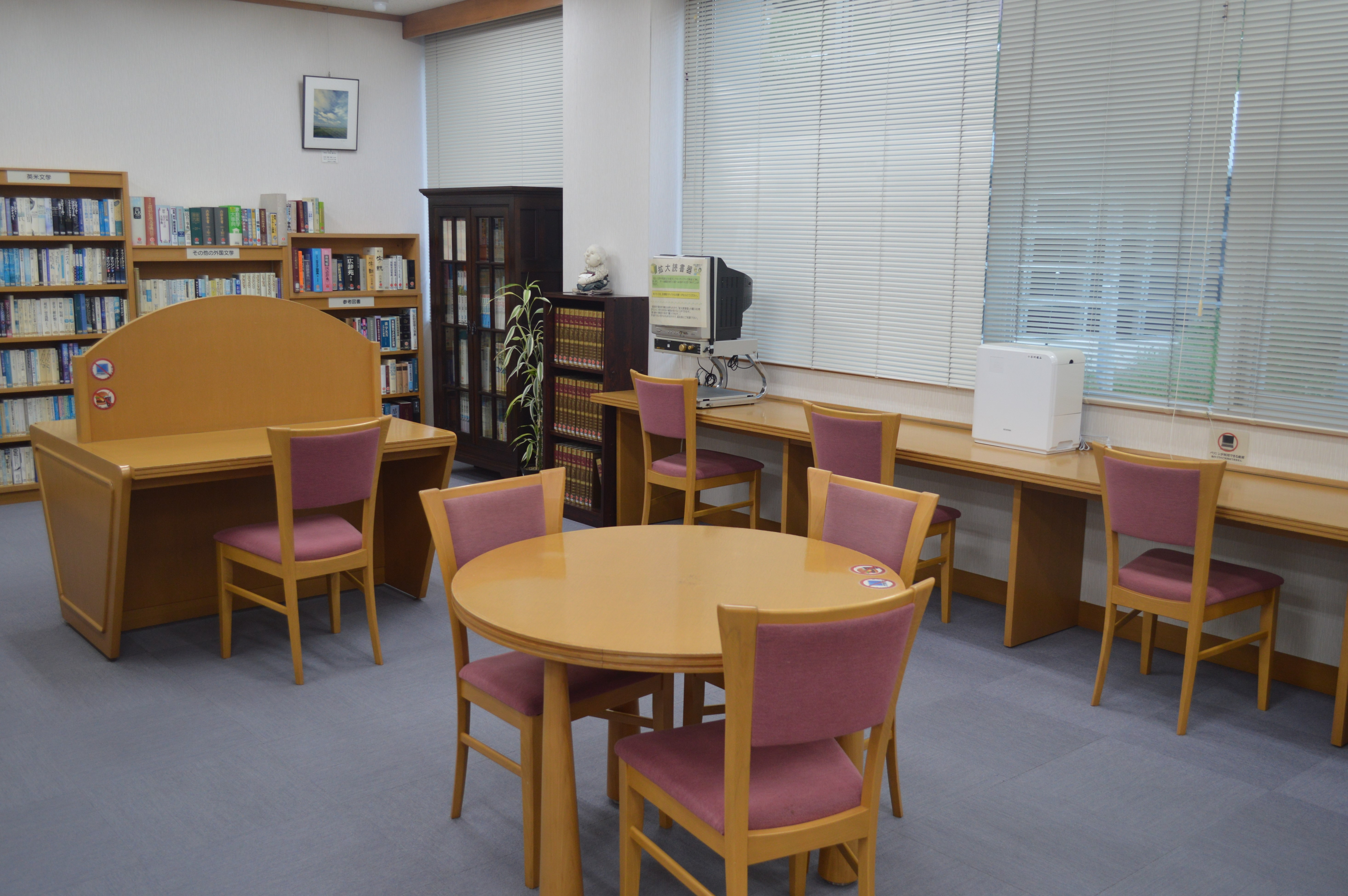
おはなしコーナー
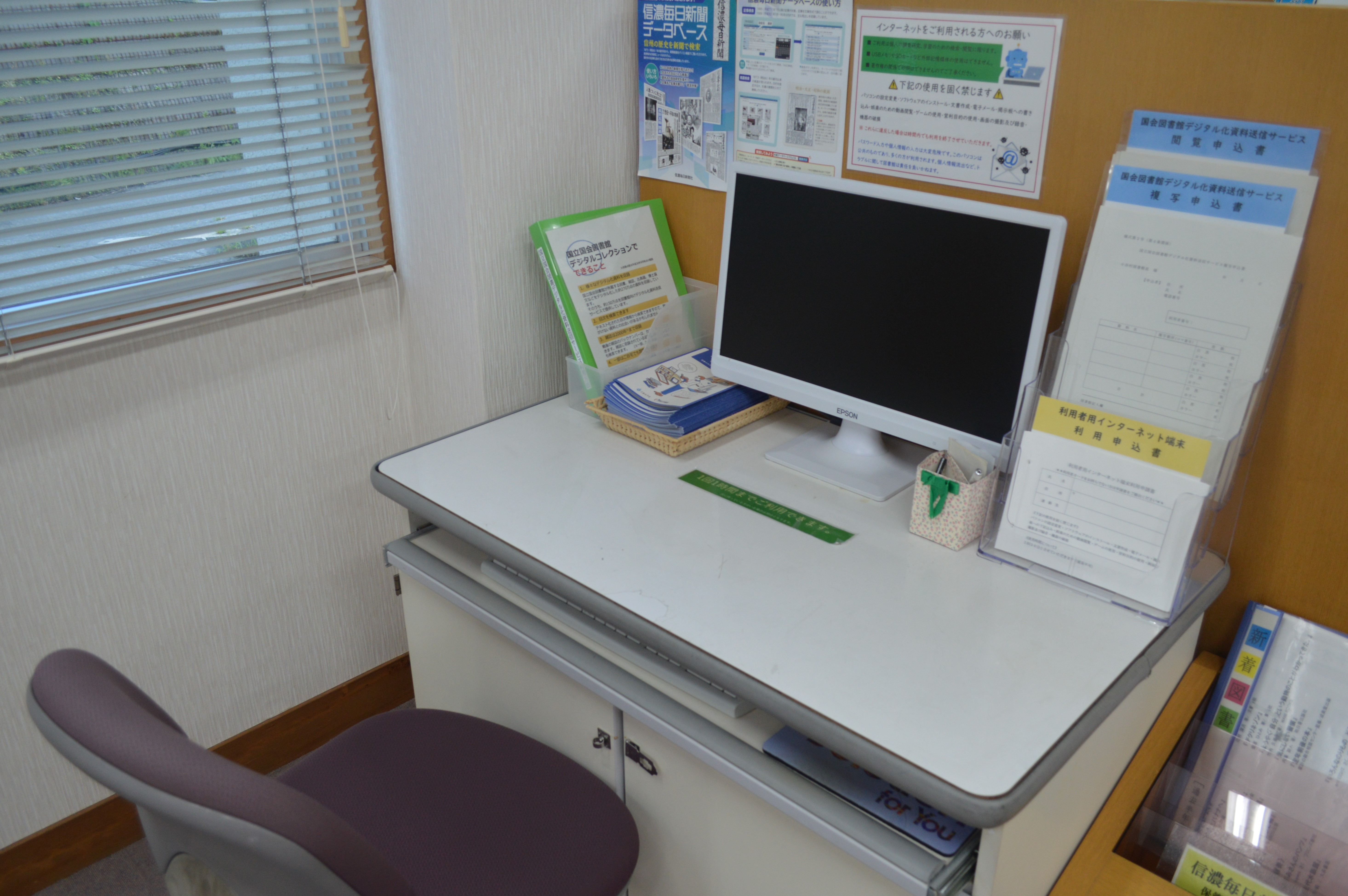
閲覧コーナー
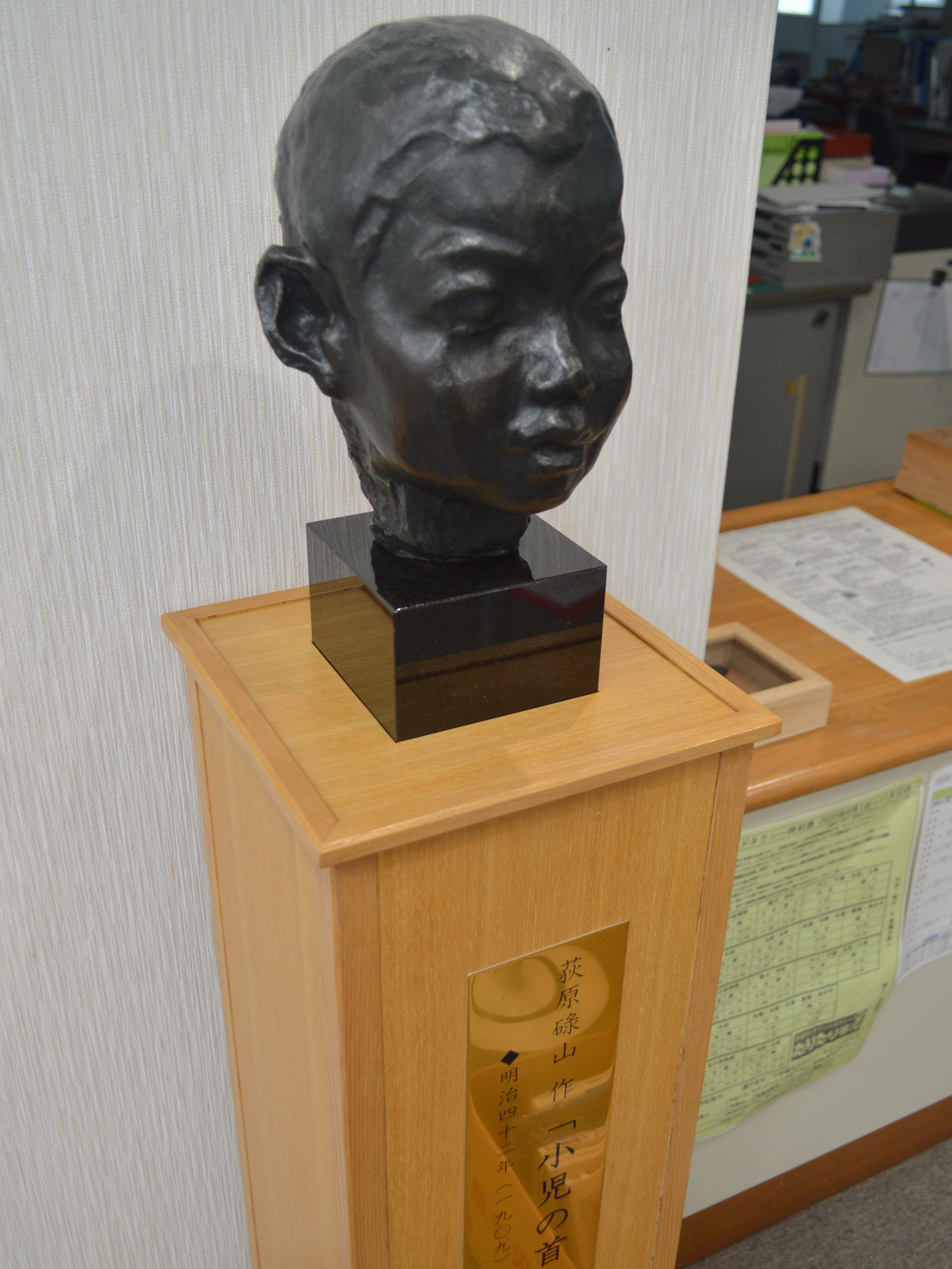
荻原碌山による彫刻「小児の首」

- AVコーナー
- 検索コーナー

- おはなしコーナー
- ブラウジングコーナー
- 郷土コーナー
- 山岳・ガーデニング・恐竜に関する図書
- 閲覧コーナー
- 検索コーナー
- 荻原碌山による彫刻「小児の首」

## 利用案内

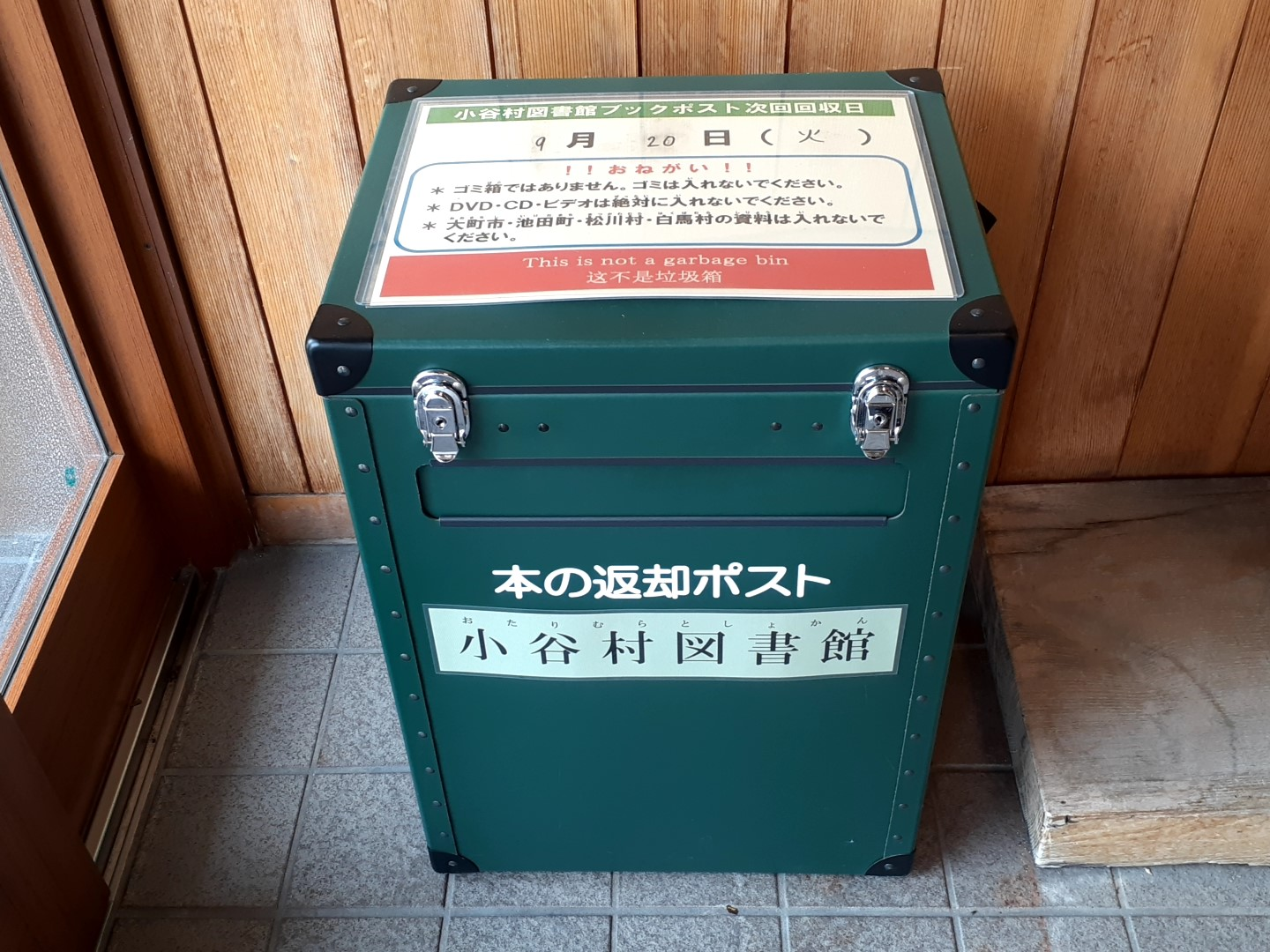
道の駅小谷にある返却ポスト

- 開館時間
  - 平日は9時から18時
  - 土日祝日は10時から17時
- 休館日
  - 毎週月曜日、蔵書点検期間、年末年始